# João Negreiros
João Maria Henriques Negreiros (* 23. November 1976 in Matosinhos, Distrikt Porto, Portugal) ist ein innovativer portugiesischer Lyriker und Dramatiker. Die höchste Auszeichnung des preisgekrönten Dichters ist der Prémio Nuno Júdice, der für junge Nachwuchstalente verliehen wird.

## Leben
João Negreiros ist schon seit seiner Kindheit an Poesie und Theater interessiert. Seinen ersten Gedichtband veröffentlichte er mit 16 Jahren. Der Dichter hat auch ein Programm mit dem Namen Sentido de Amor geschrieben, das bereits von mehr als 20 Radiostationen in Portugal ausgestrahlt wurde. Auch im Internet ist er stark präsent: So nimmt er Videos auf, auf denen seine Gedichte gesprochen wurden, und hat SpokenSongs in Portugal erfunden, wo er teilweise auch auf Englisch eigene und fremde Texte singt und spricht. Er ist auch als künstlerischer Leiter des Teatro de Universidade Minho (TUM) tätig.
João Negreiros ist einer der wenigen Prominenten in Portugal, die unter Multipler Sklerose leiden. Er verarbeitete seine Erkrankung in einem landesweit bekannten Gedicht, ist für die portugiesische Multiple-Sklerose-Gesellschaft tätig und war daher häufiger im portugiesischen Fernsehen zu sehen. Der Gedichtband "O acaso e um milagre" wurde auch in einer Sendung des früheren Literaturkritikers und amtierenden Staatspräsidenten von Portugal, Marcelo Rebelo de Sousa, besprochen. "O Manual da Felicidade" (Anleitung zum Glücklichsein) ist ein Programm aus gesungenen Werken von Negreiros, dass er selbst singend in diversen Städten vortrug.
Der Dichter lebt in Vila Nova de Famalicão.

## Auszeichnungen (Auswahl)
- Prémio Internacional OFF Flip de Literatura, (Brasilien), 2009.
- Prémio Nuno Júdice, 2009.
- Prémio Literario Nacional Dias de Melo, 2012.
- Medalha de Mérito para Cultura da Câmara Municipal de Famalicão, 2013.

## Werk
- Horas Extraordinárias, 1992, Gedichte. (Eigenverlag).
- Silêncio, 2007, Theaterstück.
- Os Ventilhoes do templo, 2007, Theaterstück.
- Os cheiros da sombra das flores, 2007, Gedichte.
- O segundo do fim, 2008, Theaterstück.
- Os de sempre, 2008, Theaterstück.
- Luto Lento, 2008, Gedichte.
- A verdade dói e pode estar errada, 2010, Gedichte.
- O mar que a gente faz, Erzählungen, 2010.
- O amor és tu, 2012, Gedichte.
- O sol morreu aqui, 2012, Roman.
- O acaso e um milagre, 2014, Gedichte.
- O Manual de Felicidade, 2015, Gedichte (auch als Programm unterwegs in ganz Portugal).
- Vai mudar a tua vida, 2016, Gedichte.